# Stanley Gibbons
Pour les articles homonymes, voir Gibbons (homonymie).
Stanley Gibbons Group est une société britannique spécialisée dans la philatélie ainsi que dans d'autres objets de collection. Elle est cotée à la bourse de Londres.
Elle vend du matériel pour les collectionneurs, et organise des ventes aux enchères.

## Histoire
Stanley Gibbons a été fondée en 1856 par Edward Stanley Gibbons, alors encore apprenti dans la pharmacie paternelle. L'objectif était de vendre un lot important de timbres triangulaires de la colonie du Cap. 
Depuis novembre 1865, la société édite des catalogues de timbres, qui constituent une référence parmi les collectionneurs. Les catalogues Stanley Gibbons indiquent les valeurs, mais donnent également un grand nombre d'informations sur les timbres et leurs particularités. Stanley Gibbons édite le mensuel Gibbons Stamp Monthly qui fait partie des principaux magazines philatéliques. 
Depuis 1893, l'entreprise a son siège et une boutique au 399 Strand, dans le centre de Londres. Depuis 1914, elle est fournisseur royal (royal warrant), privilège accordé par le roi George V. La gestion de son portefeuille d'investissements en tant que holding se trouve à Guernesey.
Depuis 1901, Stanley Gibbons est également une maison de ventes aux enchères.
En 2006, l'entreprise déclare un bénéfice avant impôt de 3,746 millions de livres sterling, réalisant 54 % de ses ventes au Royaume-Uni ; Internet représentait 9 % de son activité. Le cours de Stanley Gibbons ne cesse de se dégrader depuis l'été 2015, passant de 240 pence par action à moins de 3 pence en janvier 2022.
En 2013, Stanley Gibbons acquiert Noble Investments, une société qui comprend les marques Apex, Baldwin's, et Dreweatts & Bloomsbury Auctions. En juin 2021, elle acquiert pour 8 millions de dollars USD lors d'une vente le One Cent Magenta de Guyane britannique, l'un des timbres les plus rares du monde, et propose à ses actionnaires des parts sur cet objet.